# 6705 Rinaketty
6705 Rinaketty este un asteroid din centura principală de asteroizi.

## Descriere
6705 Rinaketty este un asteroid din centura principală de asteroizi. A fost descoperit pe 2 septembrie 1988 la Observatorul La Silla de Henri Debehogne. El prezintă o orbită caracterizată de o semiaxă mare de 2,22 ua, o excentricitate de 0,12 și o înclinație de 1,6° în raport cu ecliptica.